# Florentino López Cuevillas
Florentino López Alonso-Cuevillas (Ourense, 14 de Novembro de 1886 - Ourense, 30 de julho de 1958) foi o pai da arqueologia científica galega, pertenceu à Geração Nós. Foi sepultado no cemitério de São Francisco.
Filho de um funcionário público da fazenda que faleceu antes de Florentino nascer. Estudou Farmácia na Universidade de Santiago de Compostela, profissão que nunca exerceu. Funcionário público do Estado, esteve destinado em Madrid durante uma breve temporada e estudou ali por conta própria Filosofia e Letras, carreira que não terminou.
Amigo de Ramón Otero Pedrayo e Vicente Risco, pela sua influência escreveu na revista Nós, na qual publicou seu primeiro artigo arqueológico A mansión Aquis Querquernis em 1920.
Desde então trabalhou incansavelmente no estudo da história e do patrimônio arqueológico galego desde a Comissão Provincial de Monumentos históricos e artísticos de Ourense.
Em 1968 foi-lhe dedicado o Dia das Letras Galegas.

## Obras
- A edade do ferro na Galiza
- Galicia sempre
- Os Oestrimnios, os Saefes e a ofiolatría en Galiza.(1929). Coautor Fermín Bouza Brey.
- La civilización céltica en Galicia (1953)
- Como naceu a cidade de Ourense
- Relacións prehistóricas entre Galicia e as illas Británicas
- As raíces fondas de Galicia
- O trasno na vila
- O poema da seca
- Prosas galegas (publicado postumamente em 1962)
- Dos nosos tempos (publicado postumamente em 1962)